# Rivière Bâtarde
La rivière Bâtarde est un cours d'eau qui coule à Haïti dans le département de l'Ouest et l'arrondissement de Port-au-Prince.

## Géographie
La rivière Bâtarde prend sa source dans les faubourgs de Port-au-Prince, entre les quartiers de Bon Repos et Dessources. Le cours d'eau se dirige vers l'Ouest. Il s'écoule sous la route nationale N°1, puis plus à l'ouest, sous le boulevard des Américains (route Soleil N°9). La rivière s'oriente légèrement vers le sud-ouest. À un kilomètre de son embouchure, elle reçoit les eaux de la source Largon située à deux kilomètres de sa confluence avec la rivière Bâtarde. Enfin elle se jette dans la baie de Port-au-Prince au milieu d'un littoral marécageux, à un kilomètre seulement au nord de l'embouchure de la rivière Grise.